# Ханкорган
Ханкорган (каз. Ханқорған, до 2000 г. — Мадани) — село в Сайрамском районе Туркестанской области Казахстана. Входит в состав Колкентского сельского округа. Находится примерно в 20 км к северо-западу от районного центра, села Аксукент. Код КАТО — 515265500.

## Население
В 1999 году население села составляло 661 человек (337 мужчин и 324 женщины). По данным переписи 2009 года, в селе проживал 831 человек (425 мужчин и 406 женщин).